# Anisochoria
Anisochoria es un género de mariposas de la familia Hesperiidae.

## Descripción
La especie tipo es Anisochoria polysticta Mabille, 1876, según designación posterior realizada por Watson, E en 1893.

## Diversidad
Existen 10 especies reconocidas en el género, todas ellas tienen distribución neotropical.

## Plantas hospederas
Las especies del género Anisochoria se alimentan de plantas de la familia Malvaceae. Las plantas hospederas reportadas incluyen los géneros Helicteres, Triumfetta.